# Kryzys wizerunkowy
Kryzys wizerunkowy – zbiór trudnych do przewidzenia, nagłych i gwałtownych zdarzeń, które mają istotny wpływ na wizerunek i reputację. Stanowią one przy tym niejednokrotnie punkt zwrotny w ramach działań podejmowanych przez firmę/organizację. Stoi za nimi szereg przyczyn. Tkwią one zarówno we wnętrzu, jak i w jej otoczeniu zewnętrznym. Kryzys w sposób zauważalny i dotkliwy oddziałuje na struktury, reputację i wizerunek firmy. W niektórych przypadkach zagraża stabilności funkcjonowania podmiotu, którego dotyczy. Kryzys charakteryzuje duża dynamika rozprzestrzeniania. Wymaga on natychmiastowej decyzji, a w ślad za nią – reakcji lub jej braku. Niejednokrotnie w sytuacji zagrożenia wizerunkowego (kryzysu) niezbędna jest zmiana dotychczas stosowanych procedur. Kryzys to ciąg zaburzeń, które wpływają na zdolność podmiotu do rozpoznania sytuacji niekorzystnej i odpowiedniego reagowania. Tym samym utrudnione jest budowanie i utrzymywanie oczekiwanych i dobrych relacji. Kryzys ma wpływ na procesy, procedury, ale także efekty działań związanych z komunikowaniem i budowaniem relacji. Jedną z kluczowych cech kryzysu jest jego nieprzewidywalność. Kryzys wizerunkowy jest jednym z rodzajów sytuacji kryzysowych związanych z całokształtem procesów zarządczych w organizacji.

## Przyczyny kryzysów
Wśród przyczyn, które najczęściej wpływają na powstawanie sytuacji wizerunkowo trudnych (kryzysowych) znajdują się między innymi:
- przyczyny wewnętrzne, takie jak:
  - błędy ludzkie, w tym błędy zarządzania[4]
  - konflikty i spory wewnętrzne
  - przestępstwa lub nadużycia pracowników, kadry menedżerskiej
  - błędy w komunikacji
  - błędne decyzje natury personalnej
  - kłopoty finansowe
  - awarie techniczne i problemy technologiczne związane z procesami wytwórczymi
- przyczyny zewnętrzne, takie jak:
  - efekt oddziaływania czynników makroekonomicznych
  - działania konkurencji
  - decyzje legislacyjne
  - informacje w mediach, w tym fake newsy
  - działania zorganizowanych grup reprezentujących społeczności lokalne
  - oskarżenia i pogłoski

## Skutki kryzysów
Skutki najczęściej dzieli się na dwie grupy. Zwykle mają one charakter negatywny i w taki sposób oddziałują na wizerunek danego podmiotu. Ale są także skutki o charakterze pozytywnym. W grupie skutków negatywnych znajdują się:
- obniżenie odporności na potencjalne zdarzenia kryzysowe
- spadek wiarygodności i zaufania
- utrata rynków zbytu
- rotacja pracowników, spadek ich lojalności
- utrata inwestorów
- wzrost kosztów ponoszonych w niektórych obszarach zarządzania
- negatywne zainteresowanie ze strony mediów

## Rodzaje kryzysów
Wyróżnia się rodzaje kryzysów:
- wewnętrzny i zewnętrzny
- nagły, krótkookresowy, długookresowy i przewlekły
- personalny i instytucjonalny
- medialny
- inwestycyjny
- kliencki
- społeczny
- kontrolowany, umiarkowanie kontrolowany i niekontrolowany